# Beli izwor
Beli izwor (bułg. Бели извор) – wieś w Bułgarii, w obwodzie Wraca, w gminie Wraca. W 2024 roku liczyła 679 mieszkańców.